# Eric Fonoimoana
Eric Fonoimoana (Manhattan Beach, 7 juni 1969) is een voormalig Amerikaans beachvolleyballer. Met Dain Blanton werd hij in 2000 olympisch kampioen.

## Carrière
Van 1991 tot en met 1997 speelde Fonoimoana met verschillende partners in de Amerikaanse AVP Tour en van 1995 tot en met 1997 eveneens in de FIVB World Tour. In 1994 boekte hij met Scott Ayakatubby zijn eerste overwinning in de Amerikaanse competitie en in 1995 werd hij met Mike Whitmarsh tweede bij een FIVB-toernooi in Carolina. Met Brian Lewis nam hij in 1997 deel aan de eerste officiële wereldkampioenschappen beachvolleybal in Los Angeles. Ze bereikten de achtste finale waar ze werden uitgeschakeld door hun landgenoten Whitmarsh en Canyon Ceman. Fonoimoana vormde vervolgens van 1998 tot en met 2001 een duo met Dain Blanton. Het tweetal speelde in 1997 nog vier wedstrijden in de AVP Tour met een tweede plaats als beste resultaat. Het jaar daarop deden ze mee aan zestien AVP-toernooien waarbij ze negenmaal op het podium eindigden. In de World Tour namen ze deel aan zes wedstrijden met een tweede plaats in Klagenfurt als beste resultaat.
In 1999 speelden Fonoimoana en Blanton zes internationale toernooien, waaronder de WK in Marseille. Het duo verloor in de tweede ronde van de Braziliaanse titelverdedigers Rogério Ferreira en Guilherme Marques en werd in de vierde herkansingsronde uitgeschakeld door hun landgenoten Carl Henkel en Sinjin Smith, waardoor het tweetal als negende eindigde. Vervolgens werden ze in zowel Klagenfurt als Oostende vierde en in Espinho vijfde. In de AVP Tour speelden ze negen wedstrijden waarbij ze twee overwinningen, twee tweede plaatsen, een derde plaats, een vierde plaats en drie vijfde plaatsen behaalden. Het jaar daarop nam het tweetal deel aan zes toernooien de Amerikaanse competitie met een eerste en tweede plaats als beste resultaat. In de World Tour kwamen ze in negen wedstrijden niet verder dan een vijfde plaats in Espinho, maar door een derde plaats in Oostende wisten Fonoimoana en Blanton zich te plaatsen voor de Olympische Spelen in Sydney. Daar wonnen ze de gouden medaille door het Braziliaanse duo Zé Marco en Ricardo Santos in de finale te verslaan.
In 2001 speelde Fonoimoana zeven reguliere FIVB-wedstrijden met Blanton met als beste resultaat een vierde plaats in Marseille. Bij de WK in Klagenfurt eindigde het duo als vijfde, nadat het de kwartfinale verloor van hun landgenoten Christian McCaw en Robert Heidger. Met Heidger nam Fonoimoana daarnaast deel aan de Goodwill Games in Brisbane waar ze als vierde eindigden. Het daaropvolgende jaar vormde Fonoimoana een duo met Dax Holdren. In de AVP Tour wonnen ze vier van de zeven toernooien waar ze aan meededen; in de World Tour werden ze bij zes toernooien vijfmaal negende. In 2003 speelde Fonoimoana vijf en zes wedstrijden in respectievelijk de World Tour en AVP Tour, waarna hij verderging met Kevin Wong. Het duo strandde bij de WK in Rio de Janeiro in de achtste finale waar het werd uitgeschakeld door de latere Braziliaanse wereldkampioenen Ricardo Santos en Emanuel Rego.
Met Wong nam Fonoimoana in 2004 deel aan negen wedstrijden in de World Tour met een vijfde plaats in Lianyungang als beste resultaat. In Klagenfurt speelde hij dat jaar zijn laatste FIVB-toernooi. In de Amerikaanse competitie speelde het tweetal negen wedstrijden met een eerste, een tweede en een derde plaats. Vervolgens was Fonoiomoana van 2005 tot en met 2008 met verschillende partners – waaronder Blanton – actief in de AVP Tour.

## Palmares
Kampioenschappen
- 1997: 9e WK
- 1999: 9e WK
- 2000:  OS
- 2001: 5e WK
- 2003: 9e WK

FIVB World Tour
- 1995:  Carolina Open
- 1998:  Klagenfurt Open
- 2000:  Oostende Open

## Persoonlijk
Fonoimoana werd geboren in Manhattan Beach in Californië als de jongste van zes kinderen. Zijn zus Lelei nam in 1976 als zwemster deel aan de Olympische Spelen in Montréal. Hij ging naar de Mira Costa High School waar hij begon met volleybal. Vervolgens studeerde hij sociologie aan de Universiteit van Santa Barbara. Fonoimoana is met zijn vrouw woonachtig in Hermosa Beach.